# Ранникмяэ, Миия
Миия Ранникмяе (эст. Miia Rannikmäe, урожденная Таммеорг, эст. Tammeorg; род. 4 октября 1951, Тарту) — эстонский химик, которая специализируется на когнитивной психологии и научной грамотности.

## Биография
Ранникмяэ окончила Тартуский университет как химик и учитель химии в 1975 году. В 1996 там же защитила магистерскую работу на тему «Феноменографический анализ концепта химической реакции у студентов». В 2001 году получила степень доктора наук естественнонаучного и общественного образования в этом же университете. По состоянию на ноябрь 2015 года — профессор научного образования, председатель Центра научного образования Тартуского университета.
Её исследования касаются химической грамотности среди учащихся начальной школы, а также научной и технологической грамотности учащихся средней школы. Работала школьным учителем, имеет связи с научными учительскими организациями в Эстонии и за рубежом. В 2004 году входила в группу высокого уровня Европейской комиссии и сделала вклад в публикации «Европа нуждается в большем числе ученых» (англ. Europe needs more Scientists). Как научный руководитель, организует работу докторантов по научной грамотности, проблемному обучению и природе науки.